# Telmatoscopus rothschildi
Telmatoscopus rothschildi és una espècie d'insecte dípter pertanyent a la família dels psicòdids.

## Descripció
- Les ales fan entre 2,5 i 2,75 mm de llargària.[5]

## Distribució geogràfica
Es troba a Europa: les illes Britàniques, França, Bèlgica, els Països Baixos i Alemanya (Baviera).